# Мелёхин, Николай Михайлович
Николай Михайлович Мелёхин (16 марта 1929, с. Николаевка, Петропавловский округ, Казакская АССР, РСФСР, СССР — 10 декабря 1995, с. Николаевка, Соколовский район, Северо-Казахстанская область, Казахстан) — комбайнёр совхоза «Налобинский» Соколовского района Северо-Казахстанской области Казахской ССР. Герой Социалистического Труда (1967).

## Биография
Родился 16 марта 1929 года в селе Николаевка Петропавловского округа (ныне — Налобинский сельский округ, Кызылжарский район, Северо-Казахстанская область) в крестьянской семье.
С 1945 по 1948 года работал трактористом в колхозе «Путь коммунизма».
С 1949 по 1952 года служил в Советской Армии.
С 1952 по 1958 год — тракторист Налобинской МТС, с 1958 по 1961 год — тракторист колхоза «Путь коммунизма» и с февраля 1961 года — тракторист совхоза «Налобинский» Соколовского района.
Указом Президиума Верховного Совета СССР от 19 апреля 1967 года за достигнутые успехи в увеличении производства и заготовок зерна в 1966 году присвоено звание Героя Социалистического Труда с вручением ордена Ленина и золотой медали «Серп и Молот».
С 1985 года — на пенсии по инвалидности.
Скончался 10 декабря 1995 года, похоронен в родном селе.

## Награды
- Герой Социалистического Труда — указом Президиума Верховного Совета СССР от 19 апреля 1967 года
- Орден Ленина